# Петухова, Наталья Рэмовна
Наталья Рэмовна Петухова (род. 2 мая 1954, Ленинград) — депутат Государственной Думы VI созыва. Бывший заместитель министра труда и социального развития. Депутат Муниципального образования «Невская застава» города Санкт-Петербург 3 и 4 созыва.

## Биография
Родилась 2 мая 1954 года в городе Ленинград.
В 1998 году — заместитель министра труда и социального развития Оксаны Дмитриевой.
В 2000 году — кандидат в депутаты Государственной думы на дополнительных выборах в 209-м одномандатном округе. Выборы признали несостоявшимися из-за низкой явки избирателей.
С 29 декабря 2004 года по 4 декабря 2011 года — депутат муниципального совета МО «Невская застава». С 31 января по 15 декабря 2005 года — глава администрации МО «Невская застава».
С 4 декабря 2011 года по 5 октября 2016 года — депутат Государственной Думы Федерального Собрания. Член комитета ГД по бюджету и налогам, член фракции «Справедливая Россия».
Кандидат в депутаты Законодательного собрания Санкт-Петербурга (2016).